# La Pente glissante
 (janvier 2024).
Si vous disposez d'ouvrages ou d'articles de référence ou si vous connaissez des sites web de qualité traitant du thème abordé ici, merci de compléter l'article en donnant les références utiles à sa vérifiabilité et en les liant à la section « Notes et références ».
La Pente glissante (The Slippery Slope) est le dixième tome de la série Les Désastreuses Aventures des orphelins Baudelaire par Lemony Snicket.

## Résumé
Le comte Olaf a enlevé Prunille (déguisée en bébé mi-loup) et roule en direction des monts Mainmorte pour brûler le pénultième lieu sûr et un certain dossier Snicket qui prouve ses nombreux crimes, après s'être débarrassé de Klaus et de Violette en coupant la corde qui reliait sa voiture à la roulotte et laissant la roulotte dévaler la pente à toute vitesse en direction d'un ravin. Violette l'arrête grâce à des hamacs, une table de jeu et une mixture très gluante.
Les aînés Baudelaire se font aussi attaquer par des moucherons des neiges et rencontrent les Scouts des Neiges, qui font une expédition annuelle aux monts Maimorte ; ils ont la désagréable surprise de retrouver Carmelita Spats, mais rencontrent également un certain Quigley Beauxdraps (frère d'Isadora et Duncan) que l'on croyait mort. 
Pendant ce temps, Prunille doit faire la cuisine pour une bande de malfrats sur le point culminant des monts Mainmorte où elle rencontre de très étranges visiteurs qui ont brûlé l'avant-dernier lieu sûr ; des allusions sont faites à un mystérieux sucrier qui contiendrait une information capitale pour Olaf et V.F.D. Les aînés Baudelaire, accompagnés de Quigley, pénètrent dans le refuge de V.F.D. mais il est entièrement brûlé. Violette et Quigley grimpent la cascade de glace pendant que Klaus déchiffre le code laissé par un volontaire dans un frigo, découvrant le lieu du prochain rendez-vous où un certain Snicket doit rencontrer sa sœur pour lui remettre des informations. Les enfants réussissent à délivrer Prunille, aidés par les deux dames poudrées qui décident d'abandonner le comte Olaf ; mais celui-ci parvient à capturer les scouts, dont Carmelita qui deviendra la chouchoute de l'affreuse Esmé. Les orphelins réussissent à s'échapper mais hélas perdent de vue Quigley.

## Adaptation
En 2019, la série télévisée Les Désastreuses Aventures des Orphelins Baudelaire adapte le roman dans le deux premiers épisodes de la troisième saison.